# بارکمر، کبک
بارکمر (به فرانسوی: Barkmere) شهرکی در منطقه شهری له لورانتید ناحیه لورانتید در استان کبک کانادا است. در سرشماری سال ۲۰۱۱ این شهرک ۴۳ نفر جمعیت داشته‌است و مساحت آن ۱۸٫۰۷ کیلومتر مربع است.